# Оспанов, Бауржан Кенесбекович
Оспанов Бауржан Кенесбекович (каз. Бауыржан Кеңесбекұлы Оспанов, род. 12 марта 1968, село Жыланды, Алматинская область, Казахстан) — казахстанский предприниматель, меценат,   Председатель Наблюдательного Совета ТОО «ИПК ZHERSU» Занимает 32 строчку в рейтинге «ТОП-50 богатейших бизнесменов Казахстана» Архивная копия от 14 марта 2016 на Wayback Machine с состоянием $320 000 000. Входит в рейтинг «ТОП-50 самых влиятельных бизнесменов Казахстана журнала Forbes» Архивная копия от 10 марта 2016 на Wayback Machine (44 место).

## Биография
Родился 12 марта 1968 года в селе Жыланды Андреевского района Талдыкорганской области.
В 1985 году окончил среднюю школу в с. Жыланды и поступил в Алматинский энергетический институт по специальности «Электрические станции»; кандидат технических наук.
В 2000 году окончил Казахскую государственную академию управления по специальности «Международные экономические отношения».
После окончания энергетического института занимался предпринимательской деятельностью. Был руководителем ряда фирм, которые потом преобразованы в корпорацию «TSC Group Corporation». Впоследствии корпорация преобразована в инвестиционно-промышленную корпорацию «ZHERSU». ИПК «ZHERSU» обеспечивает работой более 2000 человек.

### Карьера
- 1992—1995 гг. — НПП «Технопром», заместитель директора по коммерческой части
- 1995—1997 гг. — АО «Назар», вице-президент
- 1997—2001 гг. — ТОО «АЕК Инжиниринг», заместитель директора
- 2001—2008 гг. — ТОО «TSC Group Corporation», председатель Совета директоров
- С 01.10.2008 гг. — ТОО "ИПК «ZHERSU», председатель Наблюдательного совета[1]

## Общественная деятельность
Бауржан Оспанов являлся вице-президентом федерации бокса и борьбы Казахстана. Оспанов активно поддерживает известного казахстанского профессионального боксера Каната Ислама. Именно по приглашению Оспанова Канат Ислам 2010 году решил вернуться на историческую родину, сменив китайское гражданство на казахстанское. Кроме того, Оспанов оказывает спонсорскую поддержку ещё одному боксеру-профессионалу Жанкошу Турарову.
Бауржан Оспанов в 2006 году учредил ежегодную литературную премию «Дарабоз» для детских писателей.

## Личная жизнь
Женат. Жена Айтжанова Аида Мендешевна, воспитывает шестерых детей.